# Богуславский, Владислав
Владислав Богуславский (пол. Władysław Bogusławski; 9 февраля 1839, Варшава, Царство Польское Российская империя — 18 марта 1909, Варшава) — польский режиссёр, критик, прозаик и переводчик, журналист, редактор.

## Биография
В. Богуславский происходил из шляхтичей герба Свинка. Внук «отца польского театра» Войцеха Богуславского (1757—1829). Сын актёра, журналиста, драматурга Станислава Богуславского.
В 1858—1861 изучал право в Московском и Петербургском университетах, затем получил музыкальное образование в Париже и философское и филологическое в Гейдельберге.
После январского восстания 1863 года в 1864 был пресс-секретарём Национальном правительства повстацев и соредактор газеты «Prawdа».
За деятельное участие в польском восстании и сотрудничество с Р. Траугуттом был приговорен к смертной казни, а затем помилован и сослан на каторгу в Сибирь. Наказание отбывал в иркутской губернии. В Иркутске занимался организацией культурной жизни польских ссыльных, давал концерты, читал лекции о музыке.
В 1869 г. вернулся в Варшаву, занялся литературной деятельностью, в особенности, театральной критикой. Сотрудничал с рядом изданий «Kurjer Warszawski» (1870—1887 и 1899—1901), «Wieniec» (1872), «Kurierem Codziennym» (1878, 1887—1889), «Tygodnik Powszechny» (1881—1882), «Echо Muzycznе, Teatralnе i Artystycznе» (1883—1884), «Tygodnik Ilustrowany», «Biblioteka Warszawska» (c 1890 до смерти). Писа́л критические статьи о музыкально-театральной жизни. В 1876 году некоторое время был режиссёром драмы и комедии варшавских театров.
С 1885 — работник управления Варшавско-Венской железной дороги, благодаря чему имел возможность много путешествовать с театрами по Европе. В те же годы начал сотрудничать с «Revue d’art. Dramatique», где в 1889 году опубликовал своё исследование «Театр в Польше» («Le théâtre en Pologne»).

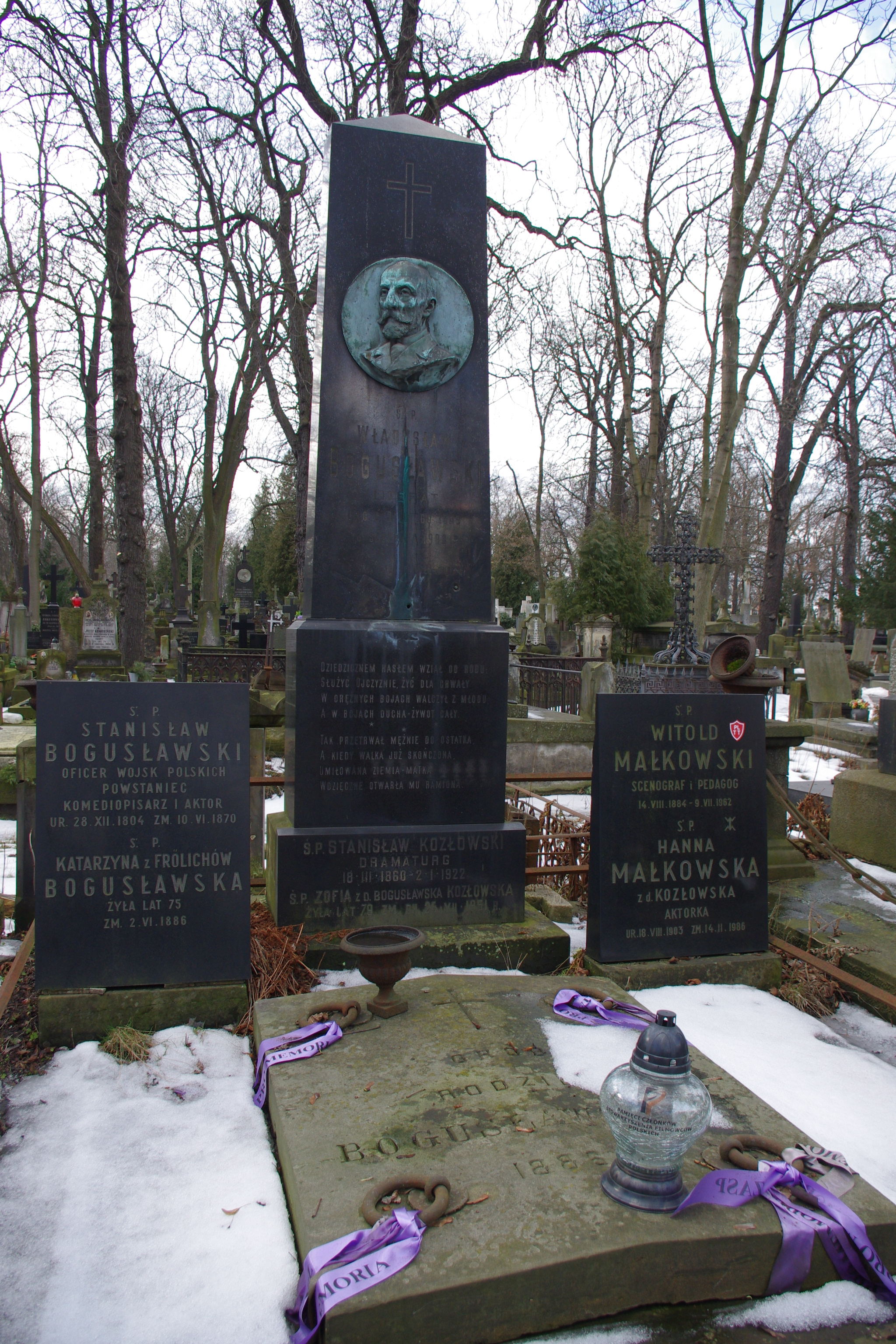
Памятник на семейной могиле В. Богуславского

Занимался переводами зарубежных драматических произведений на польский.
В 1901 — член комиссии по проведению реформ варшавский театров. Председатель общества литераторов и журналистов.
Автор книги «Силы и источники нашей сцены» («Siły i środki naszej sceny», 1879) и несколько беллетристических произведений.
Похоронен в Варшаве на кладбище Повонзки.
Дочь София (1879-1951) вышла замуж за польского драматурга Станислава Габриеля Козловского.